# Santo Cáliz de la Catedral de Valencia

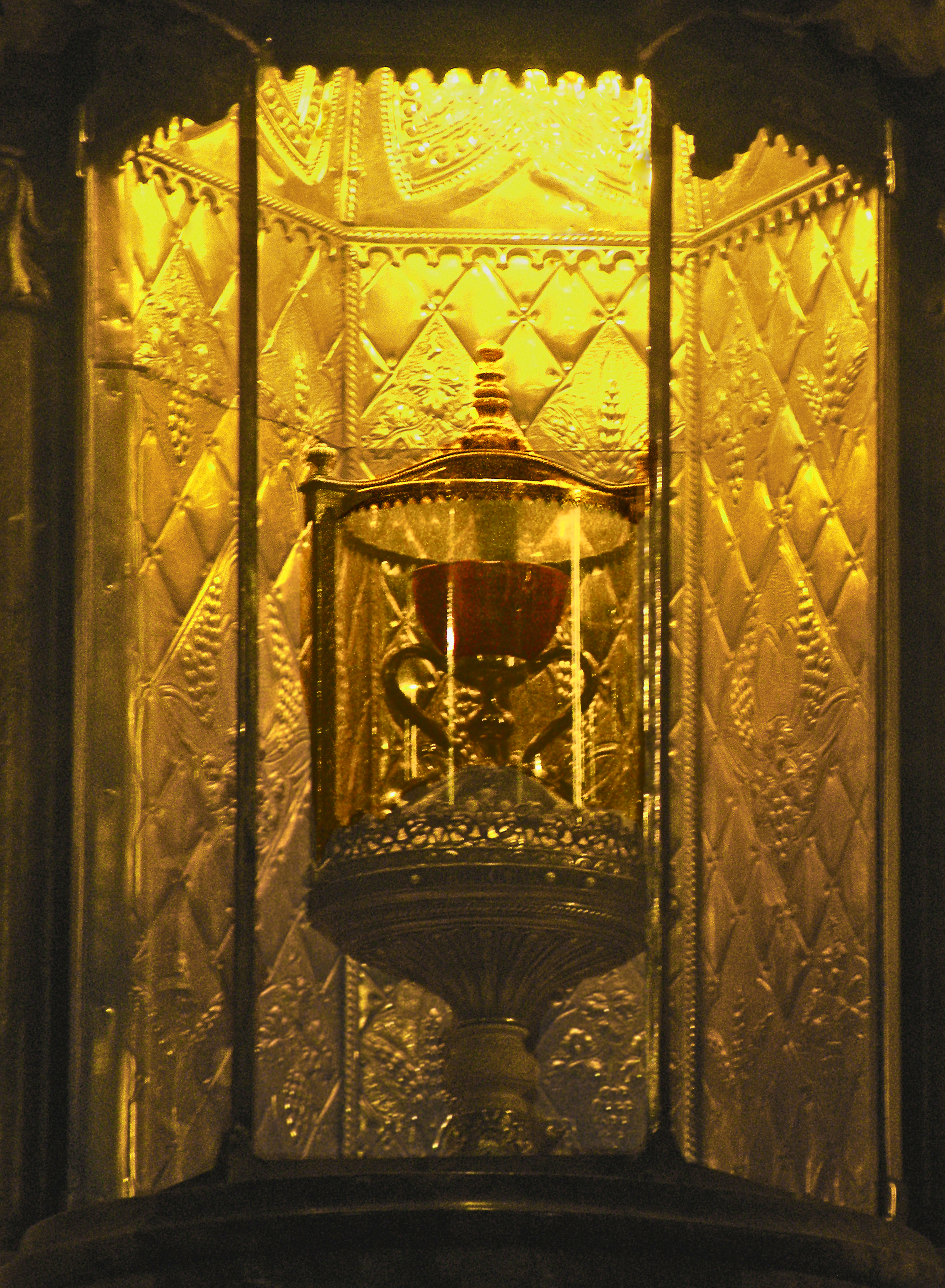
El Cáliz de la Catedral de Valencia (2011).

El Santo Cáliz de la Catedral de Valencia, custodiado en la Capilla de su nombre en la Catedral de Santa María de Valencia (España), es el vaso que las tradiciones aragonesa y valenciana identifican con el Grial, y que consta de dos piezas:
- Una copa tallada a partir de una piedra de calcedonia, de 7 cm de altura y 9'5 cm de diámetro. En 1960 el arqueólogo Antonio Beltrán ha fechado la talla de la copa superior en torno al siglo I.[2]En 2019 la doctora en Historia del Arte Ana Mafé García aplicando el método científico[3] cataloga la pieza como un "Kos Kidush" (copa de bendición hebrea) de época del Segundo Templo contemporánea a Herodes el Grande.
- Un pie con asas que habría sido añadido posteriormente. Este consta de una columna central hexagonal con una tuerca redonda al medio y terminada en dos pequeños platos, uno donde se apoya la copa superior y otro en la parte inferior que sostiene el pie. Las asas tienen forma de serpiente, con sección también hexágonal. La base, de forma elíptica, es de calcedonia y contiene 28 pequeñas perlas, dos rubíes y dos esmeraldas, todo ello guarnecido en oro.

En los viajes realizados a Valencia por los Papas Juan Pablo II y Benedicto XVI ambos utilizaron este cáliz al celebrar sus misas multitudinarias. La Iglesia se ha posicionado oficialmente sobre la autenticidad de esta reliquia, porque en 2014 el papa Francisco aprobó un jubileo in perpetuum, llamado «Año Jubilar Eucarístico por el Santo Cáliz», a celebrar cada cinco años, siendo el primero el de 2015.

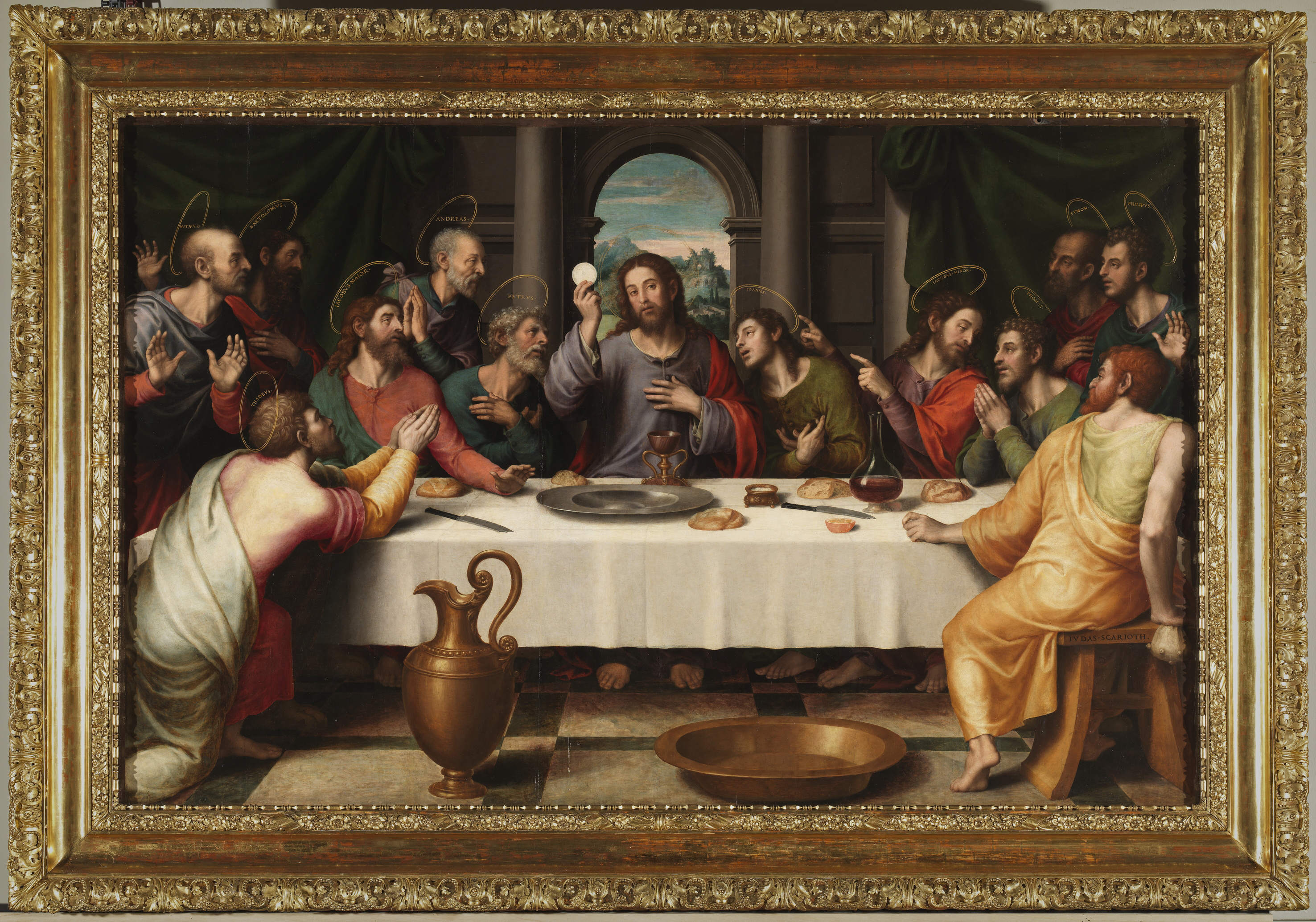
La Santa Cena de Juan de Juanes (1560), con el Cáliz de la Catedral de Valencia (Museo del Prado).

Este cáliz es el representado por el pintor valenciano Juan de Juanes en su pintura La Santa Cena (Museo del Prado), pintada en 1560. En dicha pintura se representa la copa con el pie con asas, con lo cual se demuestra que por aquel entonces ya tenía esas partes.

## Recorrido del cáliz según la tradición aragonesa

### De Judea a Roma
La tradición cristiana cuenta que tras la última cena en Jerusalén, el grial fue guardado y utilizado por los apóstoles. De allí habría pasado a Antioquía, llevado por san Pedro. Posteriormente se habría trasladado a Roma, donde fue usado por los primeros papas.
En la plegaria eucarística del rito romano, del siglo II, se decía "tomó este cáliz glorioso" mientras que en otros ritos se hablaba de un cáliz en sentido genérico, lo que sería un indicio de que en el siglo II el cáliz original estaba en Roma.

### De Roma a Hispania

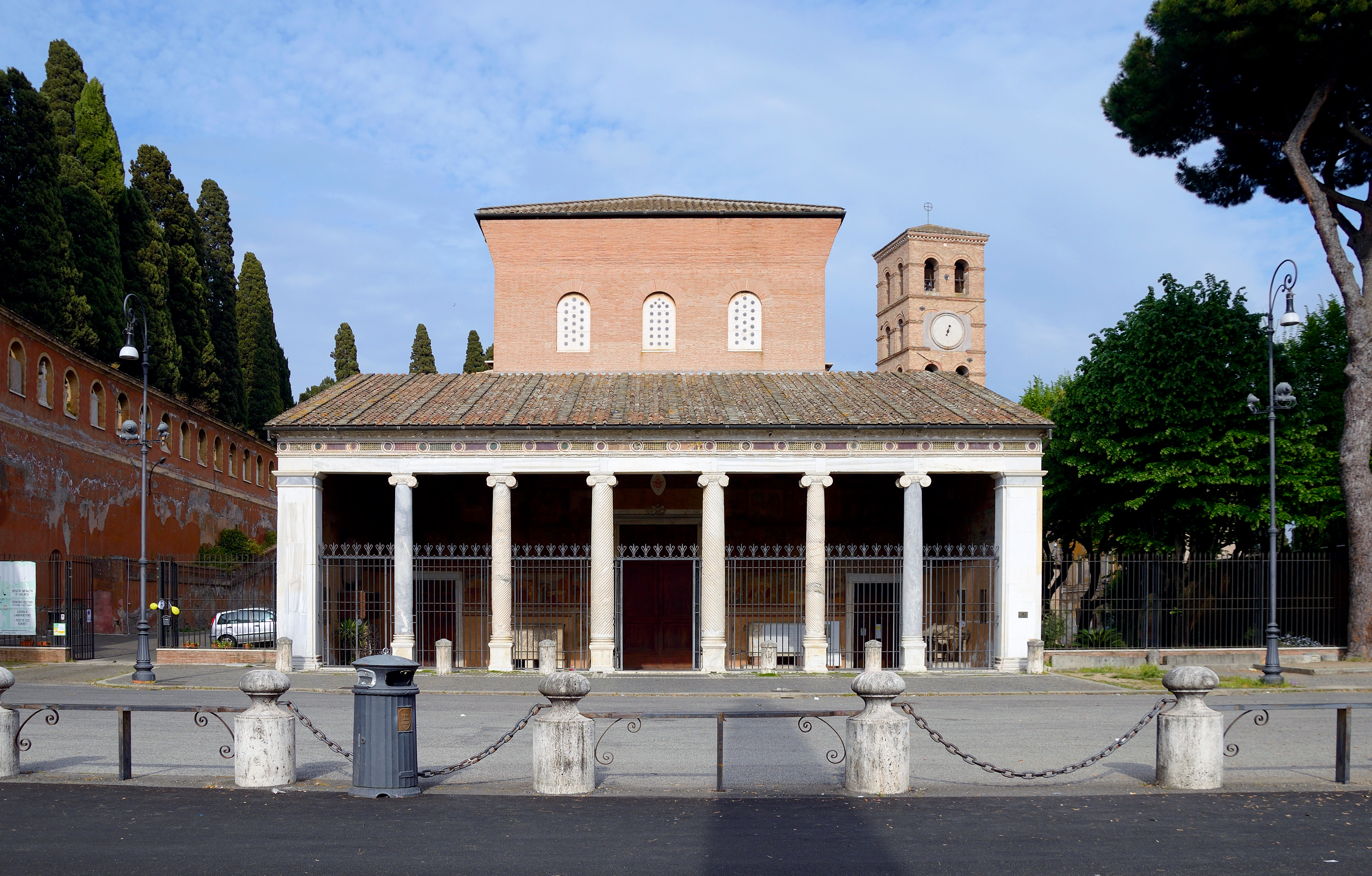
Basílica de San Lorenzo Extramuros, en Roma.

Según la tradición aragonesa, el cáliz estuvo en Roma hasta el pontificado de san Sixto II, (que ejerció el papado durante un año, desde 257 a 258). Asustado por la persecución romana, Sixto II habría confiado el Santo Cáliz a su joven diácono Lorenzo, originario de Huesca, el cual lo envió para que fuera escondido en casa de sus padres, cerca de la actual ermita de la Virgen de Loreto.
En la Biblioteca Nacional de Madrid se conserva un manuscrito del s. XVII titulado Vida y martirio del glorioso español San Laurencio, obra de Lorenzo Mateu y Sanz, que dice ser la traducción de otro manuscrito original del s. VI, obra del abad Donato, en el que se narra la historia de S. Lorenzo y cómo este, poco antes de su propio martirio, confió a su compatriota legionario Precelio «algunas memorables reliquias, de forma que pudiera enviarlas a Hispania; entre ellas estaba la archirrenombrada copa en la que Cristo consagró su preciosa sangre la noche de la Última Cena».
En la Basílica de San Lorenzo Extramuros de Roma, había un fresco del siglo XIII que representaba la entrega del Santo Cáliz por San Lorenzo a un legionario español, pero se destruyó el 19 de julio de 1943, durante la Segunda Guerra Mundial, en un bombardeo combinado, y no subsiste más que una fotografía mediocre[cita requerida].

### Peregrinaje por el Reino de Aragón

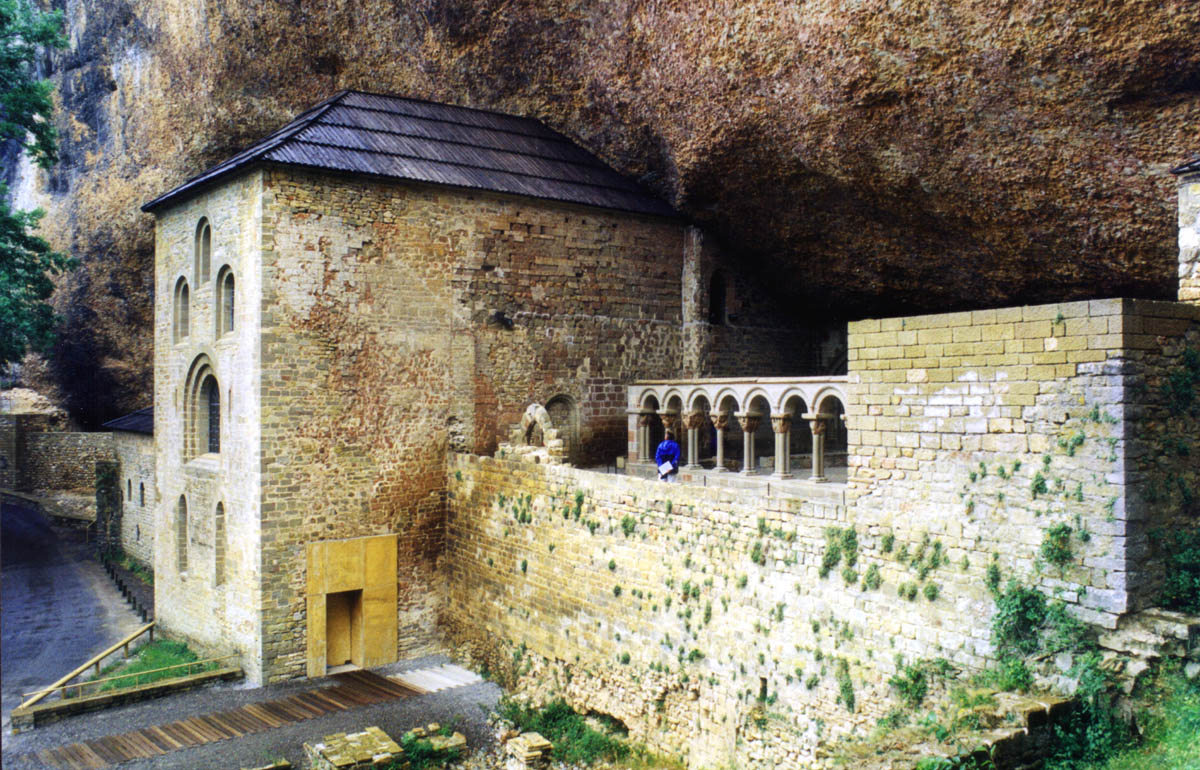
Monasterio de San Juan de la Peña, en Huesca.

Llegado a Hispania, diversos lugares aragoneses marcarían, según la tradición oral, la ruta del Santo Cáliz: la cueva de Yesa, San Pedro de Siresa, San Adrián de Sásabe, San Pedro de la Sede Real de Bailo y la catedral de Jaca.
En 1071 el obispo de Jaca, Subvención Sancho I, llevó el cáliz al monasterio de San Juan de la Peña, donde había sido monje antes, con motivo de la llegada del cardenal Hugo Cándido, enviado por el papa Alejandro II. El documento "Vida de de S. Lorenzo", escrito por Carreras Ramírez, Canon de Zaragoza, el 14 de diciembre de 1134, referencia la presencia del Santo Cáliz en el monasterio de San Juan del Peña al escribir (página 109): "En un arca de marfil está el Cáliz en que Cristo N. Señor consagró su sangre, el cual envió S. Laurenzo a su patria, Huesca". Es coincidiendo con este momento cuando se introduce en España el rito romano, que sustituyó el rito mozárabe.
En 1399, el rey Martín I el Humano lo trasladó al palacio de la Aljafería de Zaragoza, quedando a partir de entonces custodiado por la corona de Aragón[cita requerida].
Sin embargo, el rey Jaime II el Justo demostró no considerar auténtico el cáliz traído desde San Juan de la Peña, al solicitar al sultán Muhammad al-Nasir la entrega del Grial y de la Vera Cruz, que suponía en su poder[cita requerida].
El pergamino 136 del Archivo de la Corona de Aragón contiene el acta notarial original de la entrega del cáliz al Rey. A su muerte, todo el relicario pasa a ser propiedad de la reina viuda Margarita de Prades. Los celestinos emprenden un contencioso contra la reina viuda para poder quedarse con su relicario y se realiza un inventario con el fin de poder identificar las piezas. La reina viuda se traslada desde la corte de Zaragoza a Valencia, ciudad donde se traslada la corte de la Corona de Aragón hacia el año 1424. En Barcelona, solo se realiza un inventario de posesiones personales del monarca, elaborado en septiembre de 1410. No hay ningún acta de entrega a la Capilla de Santa Águeda. 
En el año 1424, el rey Alfonso el Magnánimo trasladó todo su relicario a Valencia, el resto de las piezas las solicitó a la reina viuda Margarita de Prades y lo depositó en la capilla del palacio real como agradecimiento por la ayuda del Reino de Valencia en las luchas mediterráneas del monarca.

### El Cáliz en Valencia

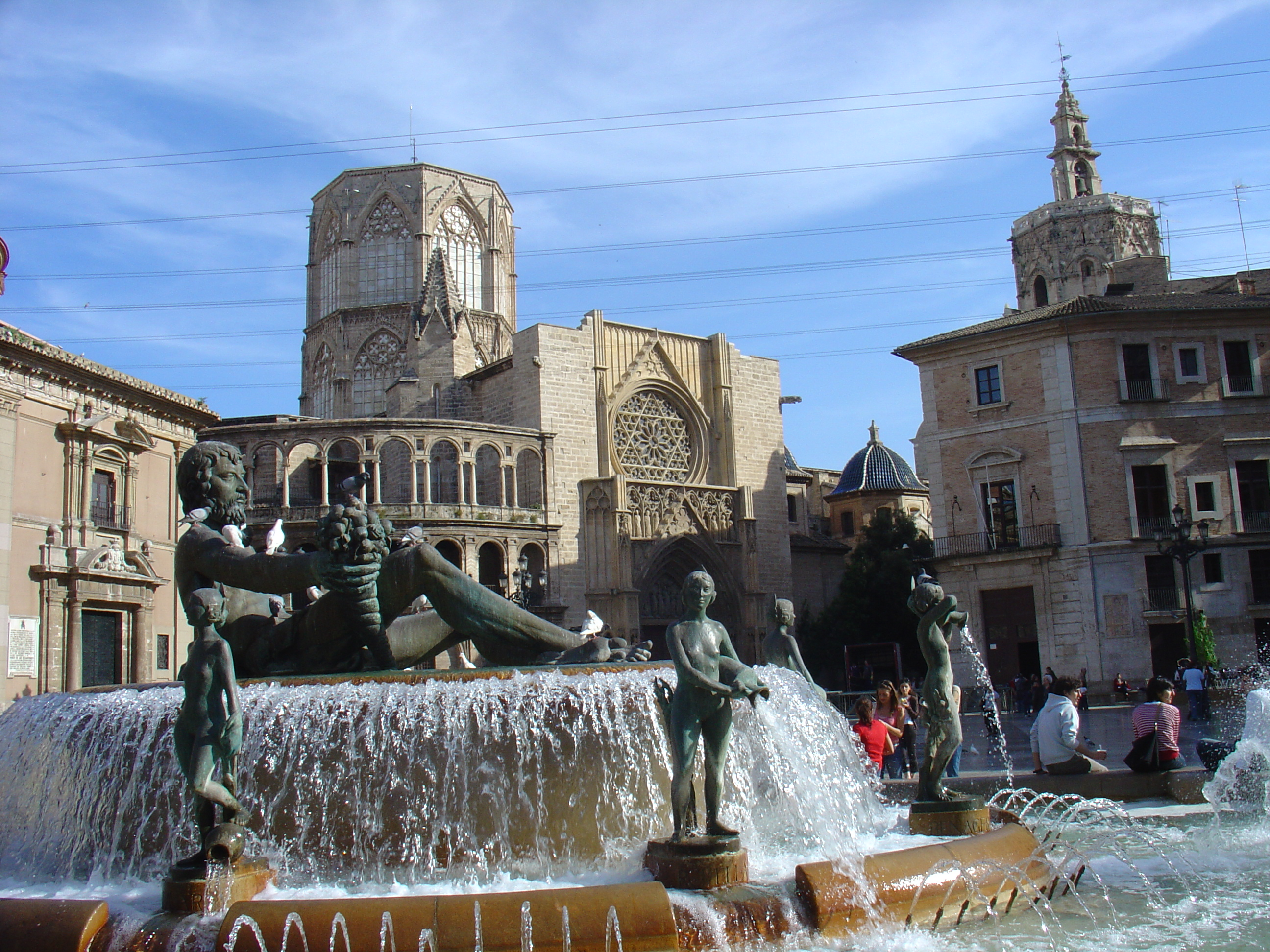
Catedral de Santa María de Valencia.

En 1437, la reliquia fue entregada al Cabildo Catedralicio en nombre de su majestad, como prenda por un préstamo de 40.000 ducados de oro para sus guerras italianas.
El 3 de abril de 1744, durante el servicio de Semana Santa, el cáliz escapó de las manos del canónigo Vicente Frígola y Brizuela y cayó, partiéndose en dos. El maestro platero Luis Vicent efectuó una reparación aquella misma tarde, en presencia del notario Juan Claver que inscribió el acto, y la fractura no se observa ya, excepto dos pequeñas grietas. La impresión del accidente fue tal que el canónigo Frígola enfermó y murió días después.[cita requerida]
Desde entonces ha permanecido en la catedral de Santa María de Valencia hasta la actualidad, con excepción de algunos periodos durante las guerras napoleónicas y la guerra civil española (durante este último período estuvo escondido en Carlet), así como durante dos visitas de regreso al Monasterio de San Juan de la Peña en los años 1959 y 1994.
En 2008 se celebró un congreso sobre el cáliz, y en 2020 continúan los hallazgos sobre la pieza.
Los dos Papas que han visitado la ciudad de Valencia (Juan Pablo II y Benedicto XVI), han usado este cáliz en las Eucaristías multitudinarias de sus visitas. Algunos consideran por ello que la Iglesia es favorable a la autenticidad de esta reliquia; en este sentido, el Vaticano ha aprobado el Año Santo Jubilar para el “santo grial de Valencia”, así como el cardenal Cañizares anunció su intención de declarar el primer Año Santo Jubilar en Valencia por el Santo Cáliz en octubre de 2015. En torno al cáliz de Valencia destacan la Cofradía del Santo Cáliz fundada por Benjamín Civera Miralles, Celador del Culto del Santo Cáliz, y erigida canónicamente en la Catedral, con estatutos aprobados 'ad experimentum' el 25 de marzo de 1952, y con carácter definitivo, por parte del Prelado, el 25 de noviembre de 1955, así como la Real Hermandad del Santo Cáliz, cuerpo colegiado de la nobleza titulada valenciana y creada por el Arzobispo José María Salvador y Barrera en febrero de 1918. Y la Asociación Cultural El Camino del Santo Grial, quien desde el año 2002 difunde el recorrido histórico de la sagrada reliquia desde Jerusalén, pasando por Roma hasta Hispania. Haciendo que su trazado pueda recorrerse a pie, en bici o a caballo desde Somport hasta la propia Catedral de Valencia.